# 麥爾斯堡岸 (佛羅里達州)
麥爾斯堡岸（英語：Fort Myers Shore）是位於美國佛羅里達州李縣的一個人口普查指定地區。

## 地理
麥爾斯堡岸的座標為26°42′44″N 81°44′17″W / 26.71222°N 81.73806°W，而該地最高點為海拔高度3米（即10英尺）。

## 人口
根據2010年美國人口普查的數據，麥爾斯堡岸的面積為6.40平方千米，當中陸地面積為5.60平方千米，而水域面積為0.80平方千米。當地共有人口5793人，而人口密度為每平方千米905人。